# IC 239
IC 239 — галактика типу SBa (компактна витягнута галактика) у сузір'ї Андромеда.
Цей об'єкт міститься в оригінальній редакції індексного каталогу.